# 능곡뉴타운
능곡뉴타운(Neunggok Newtown)은 경기도 고양시 덕양구 능곡동에 건설회사가 조성한 뉴타운 사업이다.